# Diskordancija
Diskordancija je površina između stijena koja predstavlja nedostatak većeg iznosa vremena, što upućuje na činjenicu da taloženje sedimenta nije bilo kontinuirano. Općenito, stariji slojevi bili su izloženi eroziji neko vrijeme prije taloženja mlađih slojeva, no termin diskordancija koristi se za bilo koji prekid sedimentnog zapisa.
Diskordancija predstavlja vrijeme tijekom kojeg nije došlo do taloženja pa nedostaje lokalni zapis za to vremensko razdoblje zbog čega se geolozi moraju služiti drugim alatima za rekonstruiranje geološke prošlosti tog područja u dotičnom razdoblju. Dio geološkog vremena koji nije sačuvan u sedimentnim stijenama naziva se hijatus i definiramo ga kao zbroj trajanja emerzije (netaloženja) i erozije. Postoje tri tipa diskordancija: erozijska diskordancija, kutna diskordancija i akonkordancija.
- Erozijska diskordancija je diskordancija između paralelnih slojeva sedimentnih stijena koja predstavlje razdoblje erozije ili emerzije (netaloženja).

Poseban tip erozijske diskordancije je prividna konkordancija, a to je prekid u kronološkom slijedu stijena koji nije karakteriziran erozijskom površinom, što ukazuje na nedostatak sedimenta. Možemo je prepoznati jedino pomoću fosila.
- Kutna diskordancija je diskordancija koja se očituje različitim kutovima nagiba stijenskih jedinica iznad i ispod ravnine diskordancije. Nastala je tako što su se donji slojevi deformirali zbog tektonskih sila nakon čega je nastupilo izdizanje, erozija te taloženje novih slojeva.

- Akonkordancija je diskordancija između sedimentnih stijena te metamorfnih ili magmatskih stijena gdje su sedimentne stijene istaložene na već postojećoj erodiranoj metamorfnoj ili magmatskoj stijeni.